# Bai Juyi

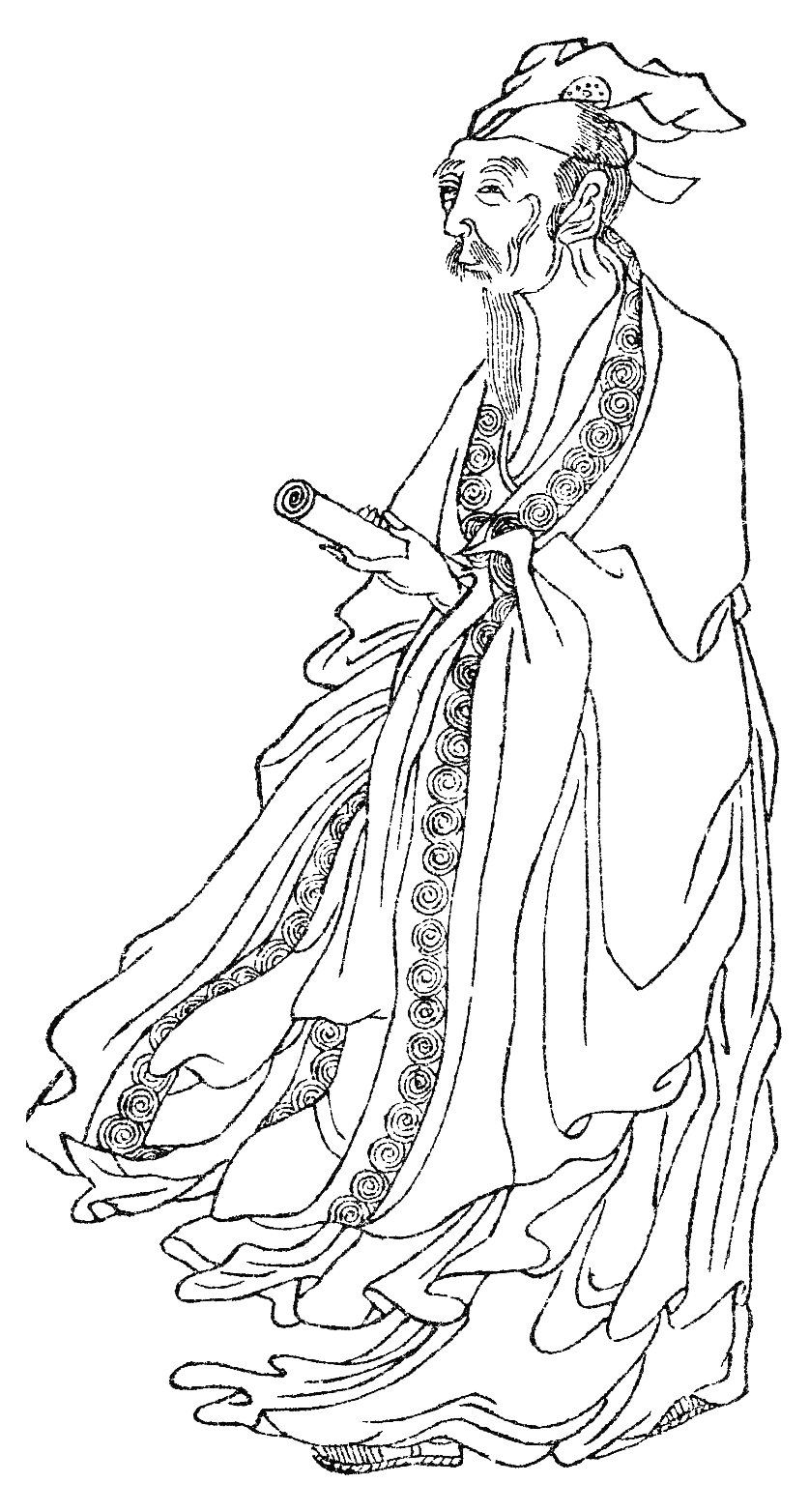
Bai Juyi

Bai Juyi (Chinees: 白居易, pinyin: Bái Jūyì / Bó JūyìJyi) was een Chinese dichter tijdens de Tang-dynastie (geboren in 772 A. D. in Xinzheng, Henan, gestorven in 846 A. D. in Luoyang). Zijn familienaam (xing of shi) was Bai, zijn voornaam (ming) Juyi en zijn aanspreeksnaam (zi) naar Chinese gewoonte was Letian (chinees: 樂天, pinyin: Lètiān). 'Juyi' betekent 'hij die verwijlt in het eenvoudige' .
Zijn onderwerpen varieerden van staatszaken tot kleine huishoudelijke gebeurtenissen. En perioden van manische energie wisselde hij af met perioden van depressie. In zijn werk presenteert hij zich als student, als ambtenaar, als activist en banneling, als hoveling en bestuurder, als kluizenaar, als gepensioneerde, als vriend en als broer, als echtgenoot en vader, als tourist, als tuinarchtect, als armoedzaaier en bordeelbezoeker, als scepticus en gelovige. Elke tijd en cultuur kon in zijn werk zo passende beelden vinden. Gedichten die in Japan en Europa gemeengoed waren, kwamen soms niet voor in Chinese bloemlezingen. . 
Hij bewonderde de al overleden Tangdichter Du Fu (712 -770).

## Leven
Bai Juyi was zoon van een arme, maar geestelijk goed ontwikkelde familie. Al op jonge leeftijd schreef hij eerste gedichten. In het jaar 800 werd hij lektor in de keizerlijke paleisbibliotheek, tezamen met Yuan Zhen, een andere bekende dichter, die een van zijn beste vrienden werd. Bai Juyi sloot met hem de "groene bergen overeenkomst", waarin ze, wanneer ze genoeg vermogen hadden verzameld, zich in isolement zouden terugtrekken. Yuan Zheng overleed echter voor dit tot uitvoer kon worden gebracht. . Vanaf 807 werd Bai Juyi lid van de Hanlin Academie, werd echter vanwege scherpe kritiek in 815 afgezet en verbannen naar de provinciestad Jiujiang. Maar keizer Muzong zette hem weer in hoge ambten in. Onder andere diende hij vanaf 822 in Hangzhou.
Hij vestigde zich in Luoyang. Behalve literatuur had waterbeheer zijn aandacht. Een van de dijken draagt tot op de huidige dag zijn naam (Baitongti, of de dijk van de heer Bai).  In 825 werd hij prefect in Suzhou. Soms bedreigden hofintriges zijn positie, zodat hij 'ziekte' als argument gebruikte of liet gebruiken om op minder verantwoordelijke plaatsten terecht te komen.. In 829 keerde hij terug naar Luoyang. Hij schreef er zijn Biografie van de dronken Dichter.

## Werken
Van Bai Juyi zijn ongeveer 2800 gedichten bewaard gebleven, meer dan van enige andere dichter uit de Tang-periode. Het bekendste gedicht is dat over keizerin Yang Guifei, die vluchtend voor rebellen door het gevolg van de keizer werd omgebracht. Door zijn eenvoudige taal was hij tijdens zijn leven bij gewone mensen een zeer geliefde dichter. Ook buiten de landsgrenzen raakte hij bekend.
Veel van zijn gedichten hebben sociaalkritische aanzetten, waardoor hij zich ook veel vijanden maakte. 

## Invloed
- Behalve op de Chinese literatuur is zijn invloed merkbaar op de Japanse en de Europese literatuur [7]

- Een van zijn gedichten is van invloed geweest op het ontwerp van de televisietoren van Shanghai, de Oriental Pearl Tower. Waar in zijn gedicht parels op de muziek van een pipa neervallen op een jade plaat, daar lijken de bollen van de toren vallende parels, die op een jade plaat (de rivier) neervallen. Twee bruggen lijken op twee draken die zich met de vallende parels vermaken.

- De Nederlandse auteur J. Slauerhoff publiceerde een aantal gefantaseerde verhalen over Bai Juyi, onder meer met de titel 'Uit het leven van Po Sju I', in zijn verhalenbundel Het lente-eiland (Kau-lung-seu) (1930).

## Gedicht (fragment)
Goudklokje, twee gedichten

                    I      

Een afgeleefde zieke man van veertig,

Een lief onnozel dochtertje van twee-

Het was geen jongen maar toch meer dan niets,

Vaak koosde ik haar om mijzelf te troosten.

Toen op een ochtend heeft zij ons verlaten

En ziel noch schaduw liet zich ergens vinden-

Ik weet nog hoe ze bij haar vroege dood

Juist brabbelend begon te leren praten.

Eerst toen besefte ik dat liefde voor je kind

De samenscholing is van alle smarten.

Door te denken aan toen ze er nog niet was, 

Met mijn verstand heb ik de pijn

verdreven.

Drie maal ging het van herfst naar zomer,

Vele dagen passeerden sinds mijn gevoel

haar vergat.

Vandaag werd al die droefheid plots gewekt

Want ik ontmoette weer haar oude min. 

                    II                   

..........................................

.........................................